# جون كارلين
جون كارلين (بالإنجليزية: John Karlin)‏ هو عالم نفس ومخترِع جنوب أفريقي وأمريكي، ولد في 28 فبراير 1918 في جوهانسبرغ في جنوب أفريقيا، وتوفي في 28 يناير 2013 في ليتل سيلفر في الولايات المتحدة.